# Поляков Дмитро Федорович
Дмитро Федорович Поляков (1921—1988) — радянський розвідник і військовий педагог. Генерал-майор ГРУ. Протягом більше 20 років був таємним агентом американської розвідки. Розстріляний 15 березня 1988 року.

## Біографія
Народився в 1921 р. в Україні. Після закінчення середньої школи в 1939 році вступив в артилерійське училище. Учасник німецько-радянської війни з 22 червня 1941 року: воював на 3-му Українському, Карельському і Західному фронтах. За мужність і героїзм нагороджений орденами Вітчизняної війни 2-го ступеня і Червоної Зірки за знищення 1 ПТО, 3 артилерійських батарей, 1 мінометної батареї і 60 солдатів противника. Війну закінчив у званні майора і на посаді старшого помічника начальника розвідувального відділення штабу артилерії 26-ї армії. Член ВКП (б) з 1942 року.
У післявоєнні роки закінчив Академію імені Фрунзе, курси Генштабу і був направлений в Головне розвідувальне управління (ГРУ). C травня 1951 по липень 1956 року в званні підполковника працював у США під прикриттям посади офіцера для доручень при представництві СРСР в Військово-штабному комітеті ООН . В ті роки у Полякова народився син, який через три місяці захворів на важку хворобу. Для порятунку дитини була потрібна складна операція вартістю 400 доларів. Грошей у Полякова не вистачало, і він звернувся за матеріальною допомогою до резидента ГРУ генерал-майора І. А. Склярова. Той зробив запит в Центр, але керівництво ГРУ відмовило в цьому проханні. Син Полякова незабаром помер.
У 1959 році повернувся в Нью-Йорк в званні полковника під прикриттям посади начальника секретаріату представництва СРСР при Військово-штабному комітеті ООН (реальна посада — заступник резидента ГРУ по нелегальній роботі у США).
8 листопада 1961 року за власною ініціативою запропонував співпрацю ФБР, назвавши на першій зустрічі шість прізвищ шифрувальників, які працювали в радянських закордонних представництвах у США. Пізніше пояснював свій вчинок ідеологічним незгодою з політичним режимом в СРСР. На одному з допитів заявив, що хотів «допомогти західній демократії уникнути натиску хрущовської військової та зовнішньополітичної доктрини» . ФБР присвоїло Д. Ф. Полякову оперативний псевдонім «Топхет» (від англ. tophat — циліндр). На другій зустрічі з агентами ФБР 26 листопада 1961 року назвав 47 прізвищ радянських розвідників ГРУ і КДБ, що працювали в той час в США. На зустрічі 19 грудня 1961 року повідомив дані про нелегалів ГРУ і офіцерів, які підтримували з ними зв'язок. На зустрічі 24 січня 1962 р. видав американських агентів ГРУ, інших радянських нелегалів, про які він промовчав на попередній зустрічі, офіцерів нью-йоркської резидентури ГРУ, які працювали з ним, дав наведення на деяких офіцерів на предмет їх можливого вербування. На зустрічі 29 березня 1962 року впізнав на фотографіях радянських дипломатів і співробітників радянських представництв в США, показаних агентами ФБР, відомих йому розвідників ГРУ і КДБ. На останній зустрічі 7 червня 1962 року видав нелегалку Мейсі (капітан ГРУ М. Д. Доброва) і передав ФБР перезнятий секретний документ ГРУ «Введення до організації та проведення секретної роботи», пізніше включений в навчальний посібник ФБР з підготовки контррозвідників в якості окремого розділу. Дав згоду на співпрацю в Москві вже з ЦРУ США, де йому присвоїли оперативний псевдонім «Бурбон». 9 червня 1962 р. Поляков відплив до Європи на борту «Куїн Елізабет».
Незабаром після повернення в Москву був призначений на посаду старшого офіцера третього управління ГРУ. Йому доручили з позицій Центру курирувати діяльність розвідаппаратів ГРУ в Нью-Йорку і Вашингтоні. Планувалося його третє відрядження в США на посаду старшого помічника військового аташе при посольстві СРСР у Вашингтоні. Провів в Москві кілька тайникових операцій, передаючи ЦРУ секретну інформацію (зокрема, перезняв і передав телефонні довідники Генерального штабу Збройних Сил СРСР і ГРУ).
Після згадки прізвища Полякова в газеті «Лос-Анджелес Таймс» у звіті про судовий процес над виданими їм нелегалами Саніними, керівництвом ГРУ було визнано неможливим подальше використання Полякова по американській лінії. Поляков був переведений в управління ГРУ, яке займалося розвідкою в країнах Азії, Африки і Близького Сходу. У 1965 році був призначений на посаду військового аташе при посольстві СРСР (резидента ГРУ) в Бірмі. У серпні 1969 року повернувся в Москву, де в грудні був призначений виконуючим обов'язки начальника напрямку, який займався організацією розвідувальної роботи в КНР і підготовкою нелегалів для закидання в цю країну. Потім став начальником цього напрямку.
У 1973 році був направлений в якості резидента в Індію, в 1974 році отримав звання генерал-майора. У жовтні 1976 повернувся в Москву, де був призначений на посаду начальника третього розвідувального факультету Військово-дипломатичної академії, залишившись при цьому в резерві призначення на посади військового аташе і резидента ГРУ. В середині грудня 1979 року знову виїхав до Індії на свою попередню посаду військового аташе при посольстві СРСР (старшого оперативного начальника розвідапаратів ГРУ Генштабу в Бомбеї і Делі, що відповідав за стратегічну військову розвідку в Південно-Східному регіоні). Служив на посаді начальника факультету Військової академії Радянської Армії .
У 1980 році за станом здоров'я вийшов у відставку. Після відходу на пенсію генерал Поляков став працювати вільнонайманим в управлінні кадрів ГРУ, отримавши доступ до особових справ усіх співробітників . На неодноразові пропозиції переїхати у США Поляков відмовляв: «Не чекайте на мене. Я ніколи не переїду в США. Я роблю це не для вас. Я роблю це для своєї країни».
Був заарештований 7 липня 1986 року. 27 листопада 1987 року Військовою колегією Верховного суду СРСР був засуджений до розстрілу. Вирок виконаний 15 березня 1988 року. Офіційна інформація про вирок і його виконання з'явилася в радянській пресі лише в 1990 році. А в травні 1988 президент США Рональд Рейган під час переговорів з М. С. Горбачовим озвучив пропозицію американської сторони помилувати Д. Полякова, або обміняти його на кого-небудь із заарештованих в США радянських розвідників, але прохання запізнилося.
За основною версією, причиною викриття Полякова стала інформація, передана КДБ СРСР тодішнім співробітником ЦРУ Олдрічем Еймсом або співробітником ФБР Робертом Ханссеном. Операцією по затриманню Полякова керував полковник КДБ Володимир Зайцев, заступник командира групи «А».
За наявною у відкритих джерелах інформації, за час співробітництва передав ЦРУ інформацію про дев'ятнадцять радянських розвідників-нелегалів, що діяли в західних країнах, про сто п'ятдесят іноземців, які співпрацювали з розвідувальними службами СРСР, в тому числі Коммодора Дітера Герхардта, і про приблизно 1500 діючих співробітників розвідслужб СРСР. В сумі — 25 ящиків секретних документів в період з 1961 по 1986 рік.

## У мистецтві
- Біографія Дмитра Полякова використана в романі Фредеріка Форсайта «Ікона» (1996).
- У серіалі "С чего начинается Родина " (2014 року) виведений під ім'ям Дмитро Федорович Дмитрієв, генерал ГРУ у відставці, якого зіграв Георгій Тараторкін.
- У серіалі " Активи " (2014 року) персонаж Полякова — одна з ключових фігур, арешт якого став першою ланкою в розслідуванні, який привів до розкриття Олдріча Еймса. Апогеєм драматичної лінії серіалу стала зустріч Сандри Граймс і Джинн Вертфей з онукою Полякова. У ролі Полякова — Пітер Гіннесс.